# The Wicker Man
„The Wicker Man“ е първият сингъл на британската хевиметъл група Айрън Мейдън, от албума „Brave New World“. Песента е написана от Ейдриън Смит, Стив Харис и Брус Дикинсън. Името е взето от култовия британски филм със същото име. Песента не бива да се бърка с „The Wicker Man“ от соло кариерата на Дикинсън, където текстът се приближава повече до темите от филма. Тя може да се намери на двойния диск „The Best of Bruce Dickinson“.
Тексът от радиоверсията на парчето се различава от студийната с реда „Your time will come“, последван от „Thy will be done“.
Обложката е направена от Марк Уилкинсън, след като е отхвърлен проектът на Дерек Ригс. Ригс повече няма да работи с групата, тъй като „с тях се работи прекалено трудно“.
В първия куплет се споменава „The piper at the gates of dawn“, което е заглавието на дебютния албум на Pink Floyd (1967).

### Стандартно издание
1. „The Wicker Man“ – 4:35 (Брус Дикинсън, Ейдриън Смит, Стив Харис)
2. „Futureal“ (на живо) – 2:58 (Блейз Бейли, Харис)
3. „Man on the Edge“ (на живо) – 4:37 (Бейли, Яник Герс)
4. „The Wicker Man“ (видео) – 4:35 (Дикинсън, Смит, Харис)

### Лимитирано издание
На пазара е пуснато и лимитирано издание на сингъла, включващо два диска, плакат с две лица, както и избрани песни, записани по време на Ed Huntour. Към европейското издание има и подложка за бира.

#### Диск едно
1. „The Wicker Man“ – 4:35 (Дикинсън, Смит, Харис)
2. „Man on the Edge“ (на живо) – 4:37 (Бейли, Герс)
3. „Powerslave“ (на живо) – 7:11 (Дикинсън)
4. „The Wicker Man“ (видео) – 4:35 (Дикинсън, Смит, Харис)

#### Диск две
1. „The Wicker Man“ – 4:35 (Дикинсън, Смит, Харис)
2. „Futureal“ (на живо) – 2:58 (Бейли, Харис)
3. „Killers“ (на живо) – 4:28 (Пол Ди'Ано, Харис)
4. „Futureal“ (концертно видео) – 2:58 (Бейли, Харис)

## Състав
- Брус Дикинсън – вокал
- Дейв Мъри – китара
- Яник Герс – китара
- Ейдриън Смит – китара, беквокали
- Стив Харис – бас, беквокали
- Нико Макбрейн – барабани

|  | Тази страница частично или изцяло представлява превод на страницата The Wicker Man (song) в Уикипедия на английски. Оригиналният текст, както и този превод, са защитени от Лиценза „Криейтив Комънс – Признание – Споделяне на споделеното“, а за съдържание, създадено преди юни 2009 година – от Лиценза за свободна документация на ГНУ. Прегледайте историята на редакциите на оригиналната страница, както и на преводната страница, за да видите списъка на съавторите. ВАЖНО: Този шаблон се отнася единствено до авторските права върху съдържанието на статията. Добавянето му не отменя изискването да се посочват конкретни източници на твърденията, които да бъдат благонадеждни. |